# 인데펜디엔테 델 바예
인데펜디엔테 델 바예(Independiente del Valle)는 에콰도르 상골키를 연고로 하는 축구 클럽이다. 이 팀은 1958년 3월 1일에 창단되었다. 현재는 에콰도르 세리에 A에 참가하고 있다.

## 수상

### 국내
- 세리에 A:
  - 우승 (1): 2021
  - 준우승 (1): 2013
- 코파 에콰도르:
  - 우승 (1): 2022
- 수페르코파 에콰도르:
  - 우승 (1): 2023
- 세리에 B:
  - 우승 (1): 2009
- 세군다 카테고리아:
  - 우승 (1): 2007

### 대륙
- 코파 리베르타도레스:
  - 준우승 (1): 2016
- 코파 수다메리카나:
  - 우승 (2): 2019, 2022
- 레코파 수다메리카나:
  - 우승 (1): 2023
  - 준우승 (1): 2020

### U-20
- U-20 코파 리베르타도레스:
  - 우승 (1): 2020
  - 준우승 (2): 2018, 2022

## 선수 명단

### 현역
참고: FIFA 자격 규정에 따라 소속된 국가대표팀 국기를 표시합니다. 선수는 복수의 FIFA 비회원국 국적을 가지고 있을 수 있습니다.
| 번호 | 포지션 | 국적     | 이름          |
| ---- | ------ | -------- | ------------- |
| 2    | DF     | 파라과이 | 루이스 사라테 |
| 5    | DF     |          | 리차드 슌케   |
| 9    | FW     | 콜롬비아 | 헤이손 메디나 |
| 16   | MF     | 에콰도르 | 켄드리 파에스 |

| 번호 | 포지션 | 국적 | 이름 |
| ---- | ------ | ---- | ---- |